# 莫米尔·勒尼奇
莫米尔·勒尼奇（羅馬化：Momir Rnić，1955年2月3日—），塞尔维亚男子手球运动员。他曾代表南斯拉夫国家队参加1980年、1984年和1988年夏季奥林匹克运动会手球比赛，获得一枚金牌和一枚铜牌。